# شرق بريستول (دائرة انتخابية في المملكة المتحدة)
شرق بريستول  (بالإنجليزية: Bristol East)‏ هي إحدى الدوائر الانتخابية في المملكة المتحدة الممثلة في مجلس العموم في برلمان المملكة المتحدة.
عضو البرلمان الذي يمثلها حالياً هو :Kerry McCarthy (Lab).